# Ängelholm (naturreservat)
Ängelholm är ett naturreservat i Valdemarsviks kommun i Östergötlands län.
Området är naturskyddat sedan 1972 och är 908 hektar stort. Reservatet utgörs av två områden i Gryts skärgård och omfattar ett flertal småöar, kobbar och skär. Reservatet består av hällmarkstallskog och på någon ö/kobbe av lövskog och ek och lind.